# سيمون جانسين
سيمون جانسين (بالهولندية: Simon Janssen)‏ هو لاعب كرة قدم هولندي، ولد في 25 سبتمبر 2000 في فينلو في هولندا. لعب مع في في في فينلو.

## روابط خارجية
- سيمون جانسين على موقع قاعدة بيانات كرة القدم.إي يو (الإنجليزية)
- سيمون جانسين على موقع Soccerway.com (الإنجليزية)
- سيمون جانسين على موقع عالم كرة القدم.نت (الإنجليزية)